# Sächsische Bläserphilharmonie
Die Sächsische Bläserphilharmonie ist das einzige deutsche Berufsblasorchester in ziviler Trägerschaft. Es wurde 1950 als Rundfunk-Blasorchester Leipzig in Bad Lausick gegründet.

## Geschichte
Im Jahr 1948 formierte der Leipziger Rundfunk freischaffende Musiker zu einem losen Ensemble, das wöchentlich eine halbe Stunde live auf Sendung ging. Da die Sendung gut angenommen wurde, wurde am 3. Juni 1950 ein funkeigenes Blasorchester zur Produktion populärer Unterhaltungsmusik gegründet: das Rundfunk-Blasorchester Leipzig. Eine solche Gründung war europaweit einzigartig. Zunächst als Unterhaltungsorchester konzipiert, erarbeiteten sich die 35 Musiker in der Folge zunehmend auch konzertante und sinfonische Blasmusik. Schwerpunkt blieb jedoch entsprechend dem Sendebedarf Unterhaltungsmusik.
Neben der Orchesterarbeit formierten sich auf Wunsch des Rundfunks mehrere kleine Besetzungen, die mit volkstümlicher Blasmusik und Tanzmusik populär wurden. So entstanden die Pleißentaler Musikanten, die Scherbelberger Musikanten sowie die Original Rosenthaler Musikanten.
Nach der Deutschen Wiedervereinigung übernahm der neu gegründete Mitteldeutsche Rundfunk (MDR) nicht alle Klangkörper der alten Sendeanstalt. Zum 31. Juli 1992 erhielten die Musiker des RBO die Kündigung. Ein kleiner Kreis verbliebener Orchestermitglieder mühte sich erfolgreich um den Fortbestand. Staatliche Stellen gewährten finanzielle Unterstützung, der MDR gestattete die Weiterführung des Namens „Rundfunk-Blasorchester Leipzig“ und stellte den Notenfundus zur Verfügung. Seit 1995 wird das Orchester über das Sächsische Kulturraumgesetz finanziert und heute auch durch mehrere Förderer und Sponsoren unterstützt.
Die drei volkstümlichen Gruppen wurden 2001 aufgelöst und die Neuen Scherbelberger entstanden. Auch veränderte sich das Repertoire des Orchesters, in dem klassische Transkriptionen und originale Kompositionen für Bläserensemble größeren Raum einnehmen. Die Bläserphilharmonie hat zahlreiche CDs veröffentlicht, allein 12 beim Leipziger Klassik-Label GENUIN.
2023 wurde die Sächsische Bläserphilharmonie mit einem Opus Klassik in der Kategorie „Ensemble/Orchester des Jahres“ ausgezeichnet.

## Dirigenten
- 1950–1958: Werner Krumbein
- 1958–1959: Gerhard Baumann
- 1959–1969: Otto Kayser
- 1972–1981: Edgar Brand
- 1982–1988: Klaus Wiese
- 1988–1991: Gerhard Baumann (amtierender Chefdirigent)
- 1992–1994: Harald Weigel
- 1994–2001: Jochen Wehner
- 2002–2008: Jan Cober
- 2011–2020: Thomas Clamor
- seit 2021: Peter Sommerer

## Besetzung
Die Besetzung entspricht keinem heutigen internationalen Standard. Eher ist es die klassische deutsch-österreichische Besetzung (genauer gesagt die preußische Norm des 19. Jahrhunderts) ohne obligaten Saxophonsatz, die jedoch noch weit bis in das 20. Jahrhundert in Mitteleuropa und auch in Osteuropa – besonders in Russland – die Regel war. Sogar in Skandinavien und auch in den Niederlanden folgte man lange dieser Besetzungsform. Die Kapellen der Länderpolizeien und des Bundesgrenzschutzes in der BRD wurden um 1950 ähnlich aufgebaut. Ein Großteil der gespielten Werke ist daher für die Besetzung des Orchesters arrangiert worden.
Das Ensemble setzt sich zusammen aus 1 Piccoloflöte, 1 Flöte, 1 Oboe, 1 Es-Klarinette, 5 B-Klarinetten, 1 Bassklarinette, 1 Fagott, 4 Hörnern, 4 Trompeten, 3 Tenorposaunen, 1 Bassposaune, 2 Flügelhörnern, 2 Tenorhörnern, 1 Baritonhorn, 2 Tuben, 1 Kontrabass, 1 Pauke und 3 Schlagwerkern

## Deutsche Bläserakademie
Die Deutsche Bläserakademie ist eine 1995 gegründete musikpädagogische Institution der Bläserphilharmonie. Sie bietet Qualifizierungs- und Weiterbildungsmöglichkeiten für interessierte Amateur- und Berufsmusiker an, darunter Orchesterlehrgänge und die sogenannten D-, C- und B-Lehrgänge. Alle festangestellten Musiker des Orchesters sind zugleich Dozenten an der Deutschen Bläserakademie.